# تأميم المحروقات في الجزائر
في 24 فيفري 1971 أعلن الرئيس الراحل هواري بومدين عن تأميم المحروقات ويأتي هذا القرار الذي أعلن عنه يوم أربعاء من حاسي مسعود في أوج النزاع العربي-الإسرائيلي يأتي لاستكمال مسار طويل من المفاوضات تم الشروع فيها سنة 1967 من أجل استرجاع الثروات الوطنية سيما من خلال استرجاع فوائد الشركات الكبرى المتعددة الجنسيات مثل «بريتيش بيتروليوم» و «ايسو» و «شال» أو «موبيل» بالجزائر. وتبعها أمر وقع في 11 أفريل 1971 بصدر القانون الأساسي حول المحروقات الذي يحدد بالتالي الإطار الذي من المفروض أن يجري فيها نشاط الشركات الأجنبية في مجال البحث عن المحروقات واستغلالها.
و في صالح هذا القرار الاستراتيجي أصبحت الجزائر من الآن فصاعدا تحوز على 51 بالمائة على الأقل من فوائد الشركات المكتتبة الفرنسية التي تعمل في الجنوب مثل «سي أف بي ا» و «بيتروبار» و «أس أن بي ا» و «كوباراكس» وغيرها.
كما تم يوم 24 فبراير 1971 المصادف للذكرى 15 لإنشاء الاتحاد العام للعمال الجزائريين تأميم جميع الفوائد المنجمية المتعلقة بحقول الغاز الطبيعي وكذا كل الفوائد المحصلة من طرف شركات نقل المحروقات. وتمت التسوية النهائية للخلافات التي نجمت عن هذا القرار بالتوقيع يوم 30 جوان 1971 بين سونطراك و «سي أف بي ا» ويوم 13 ديسمبر من نفس السنة بين سونطراك و «أو أل أف-أو أر ا بي» على اتفاقين حول الشروط الجديدة التي تسير نشاطاتها بالجزائر. وأكد وزير الطاقة والمناجم يوسف يوسفي أن تأميم المحروقات في الجزائر هو بالتأكيد حدث وطني لكن انعكاساته الدولية كان لها «أيضا اثر عميق على الصناعة العالمية والتجارة الدولية للمحروقات».

هواري بومدين يعلن من حاسي مسعود تاميم المحروقات (1971)